# Martha Unverhau
Martha Unverhau (* 1. Januar 1868 in Jelgava in Kurland; † 24. April 1947 in Burgdorf bei Hannover) war eine deutsche Malerin.
Unverhau stammte aus einer baltischen Kaufmannsfamilie und hatte acht Geschwister. Ihr Vater war Eduard Unverhau, ihre Mutter Elisabeth, geb. Pfaffrodt.
Sie erhielt ihre künstlerische Ausbildung in Riga (an der Jung-Stillingschen Zeichenschule), Berlin und München.
In der Zeit vor dem Ersten Weltkrieg gehörte die Frauenrechtlerin Helene Stöcker zu ihrem Freundeskreis.
Nach dem Ersten Weltkrieg wurde sie immer nationalistischer, später sogar nationalsozialistisch.
Unverhau war seit 1907 mit dem Oberlehrer Wilhelm Lawrynowicz verheiratet, mit dem sie zwei Kinder hatte.